# Verger en fleur avec vue d'Arles
Verger en fleur avec vue d'Arles est une peinture de Vincent van Gogh, réalisée au printemps 1889, une des œuvres sur le thème de vergers florissants produites par l'artiste lorsqu'il habitait Arles. Il offre une vision à travers un canal et les peupliers sur le centre historique d'Arles, avec les tours de Saint-Trophime et Notre-Dame sur la gauche, contrastant avec la construction plus moderne du Régiment des Zouaves. Van Gogh a incorporé cette œuvre dans sa sélection d'œuvres exposées dans le Groupe des XX, à Bruxelles, en 1890.
Le tableau est conservé à la Neue Pinakothek de Munich.